# Andonis Benakis
Andonis Benakis (grec: Αντώνης Μπενάκης) (Alexandria, 1873 - Atenes, 1954) va ser un col·leccionista d'art grec i el fundador del Museu Benaki d'Atenes. Son pare era el polític i magnat Emmanuel Benakis i la seua germana, l'escriptora Pinelopi Delta. Benakis va estudiar a Atenes i a Oxford, i va ser voluntari en la guerra del 1897 i en la Guerra dels Balcans del 1912-1913. Va fundar el Museu Benaki, va donar-li les seues col·leccions d'art i en va assumir el cost econòmic. Posteriorment va donar el Museu Benaki a l'Estat i, fins a la seua mort, va col·laborar a enriquir-lo i millorar-ne l'organització així com la seguretat econòmica. Va ser membre del Comitè mundial dels scouts des del 1949 fins al 1951.